# Frank C. Whitmore
Frank Clifford Whitmore, genannt Rocky, (* 1. Oktober 1887 in North Attleboro, Massachusetts; † 24. Juni 1947) war ein US-amerikanischer Chemiker (Organische Chemie).
Whitmore wuchs in Atlantic City (New Jersey) auf und studierte mit einem Stipendium an der Harvard University mit dem Bachelor-Abschluss magna cum laude 1911 und der Promotion 1914. Zu seinen Lehrern gehörte bis 1912 Charles Loring Jackson und später T. W. Richards und Elmer P. Kohler. Sein Studium finanzierte er als gefragter Tutor. 1916 war er Instructor am William College und 1917 bis 1918 an der Rice University, wo er sich im Rahmen des Ersten Weltkriegs mit Giftgasen befasste. 1918 wurde er Assistant Professor an der University of Minnesota, 1920 Professor der Northwestern University, wo er Leiter der Chemie-Fakultät wurde und sich mit organischen Quecksilberverbindungen befasste. und schließlich ab 1929 an der Pennsylvania State University. Dort war er 1929 bis 1947 Dean der Fakultät für Chemie und Physik. Im Zweiten Weltkrieg war er neben seiner Universitätstätigkeit führend in verschiedenen Komitees für die wissenschaftliche Unterstützung der Kriegsanstrengungen, unter anderem für organische Sprengstoffe und forschte auch auf diesem Gebiet (Plastiksprengstoffe wie RDX). Er hatte schon vorher ein hohes Arbeitspensum und kam mit sehr wenig Schlaf aus. 1947 starb er letztlich als Folge der zusätzlichen Arbeitsbelastung im Zweiten Weltkrieg.
Er führte das Konzept der Carbokation-Zwischenreaktion ein zur Erklärung organischer Reaktionen wie der Addition von Halogenen an Kohlenstoff-Doppelbindungen und allgemein das Konzept elektronischer Umordnungen in Molekülen, das damals anfangs skeptisch aufgenommen wurde, sich aber später allgemein durchsetzte. Er befasste sich intensiv mit Synthese aliphatischer Verbindungen (u. a. komplexe Alkohole, Neopentan, Grignard-Reaktion). Er schrieb auch eines der ersten fortgeschrittenen Lehrbücher der Organischen Chemie in den USA.
Er erhielt 1945 die Willard Gibbs Medal und 1937 die William H. Nichols Medal, er war seit 1946 Mitglied der National Academy of Sciences, seit 1943 der American Philosophical Society und seit 1939 der American Academy of Arts and Sciences. Whitmore war dreifacher Ehrendoktor. 1938 war er Präsident der American Chemical Society. Er war Mitherausgeber von Organic Syntheses.
Er war seit 1914 mit der Chemikerin Marion Gertrude Mason verheiratet und hatte fünf Kinder.

## Schriften
- Organic Chemistry of Mercury, New York 1921
- Organic Chemistry, Van Nostrand 1937, 1951